# Hadrovci (Sanski Most)
Hadrovci (szerbül: Хадровци) kihalt szerb falu Bosznia-Hercegovinában, a Bosznia-hercegovinai Föderáció Una-Szanai kantonjában, Sanski Most községben.

## Fekvése
Bosznia-Hercegovina északnyugati részén, Bihácstól légvonalban 43, közúton 66 km-re keletre, Sanski Mosttól légvonalban 21, közúton 37 km-re északnyugatra fekvő dombos, erdős területen, a Slatina-patak völgye felett fekszik.

## Népessége
| Nemzetiségi csoport | Népesség 1991 | Népesség 2013 |
| ------------------- | ------------- | ------------- |
| Szerb               | 38            | 0             |
| Bosnyák             | 0             | 0             |
| Horvát              | 0             | 0             |
| Jugoszláv           | 0             | 0             |
| Egyéb               | 0             | 0             |
| Összesen            | 38            | 0             |

## Története
A falu elemi iskolája 1934-ben nyílt meg. 1940 október elején került ide tanítónak Stojan Makić, a belgrádi filozófiai kar egykori részszakos hallgatója, aki haladó pedagógiai elképzeléseket és elveket kezdett alkalmazni és az új módszerrel gyorsan jelentős előrelépést tett az iskolai tanításban. A gazdáknak szakszerű segítségez adott a föld korszerűbb műveléséhez. Iskolai kertet létesített, ahol a tanulók gyakorlati tudást szerezhettek. Néhány szülő követte ezeket a tapasztalatokat, és felhasználta saját kertművelésében. Segített megszervezni egy öt hónapos otthonteremtő tanfolyamot, amelyen Hadrovciból és a környező falvakból származó nők és lányok vettek részt. E munkája miatt Stojan Makićot a lakosság nagyon tisztelte és szerette, így amikor 1941-ben az usztasa uralom elleni felkelésre került sor, melynek a helyi vezetője lett,  megnyerte fenntartás nélküli támogatásukat.
1995 szeptemberében Hadrovci község minden lakója a boszniai hadsereg elől menekülve, javait hátrahagyva, elhagyta a falut. A lakosok többsége Prijedorban maradt. A daytoni békeszerződés aláírása után a muszlim hadsereg felgyújtotta az egész falut, a faluban már csak a gabonával teli csűrök maradtak. Csak a falu Bundale és Jelisavci nevű fele maradt épen. Ezek lakói később visszatértek, de nem maradtak itt végleg, mert a területet sokáig aknamentesítették. Sokan még nem adták fel, hogy egyszer visszatérhetnek.

## Nevezetességei
Szent Jakab apostol tiszteletére szentelt temploma a régebbi fából és vályogból épített ortodox templomok közé tartozik. A 19. század közepén a környéken több ilyen templom is épült, de közülük csak három maradt fenn. Ezek egyike ez a templom. A török hatóság ugyanis nem engedte a szilárd anyagból építeni az ortodox templomokat. A hadrovci templom már 1842 előtt is létezett, de ez a ma is fennálló templom a mai formájában 1928-ban épült. A Bosznia-hercegovinai Köztársasági Hadsereg egységei 1995 őszén lerombolták. A hívek 2001-ben részben újjáépítették, Krizosztom püspök pedig ugyanabban az évben szentelte fel.